# Mijaíl Biriukov
Mijaíl Serguéievich Biriukov (en ruso: Михаил Сергеевич Бирюков; Moscú, 28 de abril de 1992-Ibídem., 8 de octubre de 2019) fue un tenista profesional ruso. Fue hijo de la cuatro veces campeona mundial de pentatlón moderno Irina Kiseleva.

## Carrera
Su mejor ranking individual es el N.º 292 alcanzado el 7 de octubre de 2013, mientras que en dobles logró la posición 536 el 17 de marzo de 2014.
No logró títulos de la categoría ATP ni de la ATP Challenger Tour, aunque sí obtuvo varios títulos Futures tanto en individuales como en dobles.

### 2010
El 21 de agosto, cuando Mijaíl representó a Rusia en los Juegos Olímpicos de la Juventud de Singapur 2010, ganó la medalla de plata en la modaliad de dobles de tenis masculino. Junto a su compatriota Víktor Báluda como pareja de juego fueron derrotados por el dúo formado por el británico Oliver Golding y el checo Jiří Veselý por 6-3, 6-1.

### 2014
Para septiembre de 2014, Biriukov se retira del tenis profesional y se convierte en entrenador de jóvenes promesas.

## Muerte
Fue encontrado muerto el 8 de octubre en su departamento en Moscú. Aparentemente, se suicidó.